# Lenore Kight-Wingard
Lenore Kight-Wingard (26 settembre 1911 – Cincinnati, 9 febbraio 2000) è stata una nuotatrice statunitense.
Specializzata nello stile libero ha vinto l'argento nei 400 m ai Giochi olimpici di Los Angeles 1932 e il bronzo 4 anni più tardi, a Berlino 1936.

## Palmarès
- Olimpiadi

Los Angeles 1932: argento nei 400 m sl.
Berlino 1936: bronzo nei 400 m sl.